# Codonorchis
Codonorchis é um género botânico pertencente à família das orquídeas (Orchidaceae). É o único gênero da tribo Codonorchideae. Duas espécies compõem este gênero, uma presente no sul dos Andes, e outra no estado do Paraná, geralmente em áreas montanhosas frias de pouca altitude.
O gênero Codonorchis foi publicado por John Lindley em The Genera and Species of Orchidaceous Plants 410., em 1840. A espécie tipo é a Codonorchis lessonii (d'Urv.) Lindl., originalmente Epipactis lessonii d'Urv.. O nome do gênero vem do grego kodon, sino, e orchis, um gênero de orquídeas européias com o qual este se parece; é uma alusão ao formato de alguns apêndices presentes no labelo de suas flores.
São plantas terrestres ou humícolas, de crescimento sazonal, que apresentam período de dormência, quando apenas subsistem suas raízes globosas e mais ou menos tuberosas, resistentes a secas prolongadas e frio extremo. Apresentam pseudocaule herbáceo com rosetas de até quatro pequenas folhas nos nós do terço inferior dos caules.
O gênero caracteriza-se principalmente por apresentar uma única flor, cujo largo labelo é mais ou menos trilobado, acuminado, e apresenta cerdas glandulíferas ou papilas califormes na superfície interna.

## Espécies
1. Codonorchis canisioi Mansf., Repert. Spec. Nov. Regni Veg. 39: 153 (1936).
2. Codonorchis lessonii (d'Urv.) Lindl., Gen. Sp. Orchid. Pl.: 411 (1840).